# Safara
Safara é uma povoação portuguesa do Município de Moura que foi sede da extinta Freguesia de Safara, freguesia que tinha 57,62 km² de área e 1 078 habitantes (2011), e, por isso, uma densidade populacional de 18,7 hab/km².
A Freguesia de Safara foi extinta (agregada) pela reorganização administrativa de 2012/2013, tendo o seu território sido agregado ao da Freguesia de Santo Aleixo da Restauração para criar a União de Freguesias de Safara e Santo Aleixo da Restauração.

## História
A ocupação humana deste território teve início na Idade do Ferro, como o comprova a existência de um povoado fortificado, um dos maiores no Alentejo datado deste período. Os romanos e árabes também marcaram o território da freguesia, sendo que os últimos foram responsáveis pelo nome atribuído à mesma. Safara provém da língua árabe e tem a ver com a localização da freguesia (numa grande planície), uma vez que significa "campina".

## População
| População da freguesia de Safara (1864 – 2011) | População da freguesia de Safara (1864 – 2011) | População da freguesia de Safara (1864 – 2011) | População da freguesia de Safara (1864 – 2011) | População da freguesia de Safara (1864 – 2011) | População da freguesia de Safara (1864 – 2011) | População da freguesia de Safara (1864 – 2011) | População da freguesia de Safara (1864 – 2011) | População da freguesia de Safara (1864 – 2011) | População da freguesia de Safara (1864 – 2011) | População da freguesia de Safara (1864 – 2011) | População da freguesia de Safara (1864 – 2011) | População da freguesia de Safara (1864 – 2011) | População da freguesia de Safara (1864 – 2011) | População da freguesia de Safara (1864 – 2011) |
| ---------------------------------------------- | ---------------------------------------------- | ---------------------------------------------- | ---------------------------------------------- | ---------------------------------------------- | ---------------------------------------------- | ---------------------------------------------- | ---------------------------------------------- | ---------------------------------------------- | ---------------------------------------------- | ---------------------------------------------- | ---------------------------------------------- | ---------------------------------------------- | ---------------------------------------------- | ---------------------------------------------- |
| 1864                                           | 1878                                           | 1890                                           | 1900                                           | 1911                                           | 1920                                           | 1930                                           | 1940                                           | 1950                                           | 1960                                           | 1970                                           | 1981                                           | 1991                                           | 2001                                           | 2011                                           |
| 1 230                                          | 1 574                                          | 1 465                                          | 1 718                                          | 1 893                                          | 1 891                                          | 2 074                                          | 2 079                                          | 2 139                                          | 2 207                                          | 1 698                                          | 1 678                                          | 1 287                                          | 1 167                                          | 1 078                                          |

## Património
- Igreja Paroquial de Safara
- Ponte Romana
- Capela de Santa Ana
- Capela de S. Sebastião
- Cruz da Maroteira
- Castelo Velho de Safara
- Moinho da Caveirinha
- Moinho de Santa Marina

## Festividades
- Festa de S. Sebastião (fim de semana mais próximo de 20 de janeiro)
- Baile da Pinha
- Festas da Semana Santa (Festas das Endoenças) de 2 em 2 anos
- Festas de Santa Ana
- Semana Cultural

## Associações
- Grupo de Forcados Amadores de Safara[3]
- "UR Safarense" Grupo de Teatro
- Círculo Artístico Musical Safarense
- Casa do Povo de Safara (Centro Social e Comunitário; Grupo Coral "Trigueiras do Alentejo"; Grupo Desportivo e Pesca)